# From the Inside (album d'Alice Cooper)
Pour les articles homonymes, voir From the Inside.
Albums de Alice Cooper
The Alice Cooper Show
(1977) Flush the Fashion
(1980)
Singles
1. How You Gonna See Me Now
Sortie : 3 octobre 1978

From the Inside est le onzième album studio d'Alice Cooper et le quatrième en solo, sorti le 17 novembre 1978 sur le label Warner Bros. Records et produit par David Foster.
Inspiré d'un séjour de Cooper dans un sanatorium de New York en raison de son alcoolisme, cet album s'apparente à son opus le plus ouvertement commercial. Avec cet album, le Alice Cooper Band voit l'arrivée de trois anciens membres de la bande d'Elton John: le parolier Bernie Taupin, le guitariste Davey Johnstone et le bassiste Dee Murray.

## Histoire
En 1977, Alice Cooper inquiète son entourage proche en raison de sa consommation d'alcool devenue dangereuse pour sa santé. Ils décident de l'envoyer en maison de repos afin de soigner son addiction, les centres de désintoxications populaires chez les célébrités n'existant pas encore à l'époque. En octobre de la même année, le chanteur est interné au Cornell Medical Center, un hôpital psychiatrique établi dans l'État de New York. Alice y reste de son plein gré pendant trois mois, et ne retrouve l'extérieur qu'à de rares occasions, entre autres pour filmer sa participation à la comédie musicale Sgt. Pepper's Lonely Hearts Club Band, inspirée de l'oeuvre des Beatles et mise en scène par les Bee Gees.
Durant ce séjour, Alice entreprend d'écrire chaque jour des notes issues de ses observations, doutes, angoisses, mais aussi ses études des autres patients de l'hôpital. Sur ces bases, il crée une galerie de personnages singuliers aux failles psychiatriques, certains étant internés pour schizophrénie, criminalité ou actes psychopathes. Alice Cooper sort au cours du mois de décembre, retrouvant son épouse Sheryl Goddard ainsi que ses proches.
Désormais sevré, il se rapproche de Bernie Taupin, ex-partenaire de boisson et parolier d'Elton John à qui il fait part de ses idées et de ses observations des trois mois précédents. L'idée d'écrire un album dont le concept tournerait autour de cette expérience commence à germer, que les deux amis développent durant la première partie de l'année 1978. En avril, il repart sur les routes pour la deuxième partie de la tournée américaine King Of The Silver Screen qui dure quatre mois, jusqu'à la fin du mois d'août. Après quoi, il annule une tournée de trois semaines en Australie afin de préparer son retour en studio.

## Parution et réception
From the Inside est publié le 17 novembre 1978 aux États-Unis. Porté par le single How You Gonna See Me Now, l'album déroute les fans du chanteur, qui lui reprochent de se complaire dans une pop anodine et innocente. Le succès public de l'album est restreint (seulement 60e aux Charts américains et 68e aux Charts britanniques) par rapport aux précédents albums  mais obtient un résultat honorable en France (classé 23e et vendu à 57 800 exemplaires.
How You Gonna See Me Now est publié en single en octobre 1978 et se classe à la 12e place du Billboard Pop Singles; le single comporte le titre No Tricks sur la Face-B. Le second single, From the Inside, est quant à lui publié en février 1979 en tant que single promotionnel.. Le public répond toutefois présent à la tournée nord-américaine Madhouse Rock Tour qui démarre au printemps 1979, soit deux mois après la sortie de l'album.

## Liste des titres
Toutes les pistes par Alice Cooper, Dick Wagner & Bernie Taupin, sauf indications.
| 1. | From the Inside                   | Cooper, Taupin, Wagner, Foster   | 3:55 |
| 2. | Wish I Were Born In Beverly Hills |                                  | 3:35 |
| 3. | The Quiet Room                    |                                  | 3:53 |
| 4. | Nurse Rozetta                     | Cooper, Taupin, Foster, Lukather | 4:17 |
| 5. | Millie And Billie                 | Cooper, Taupin, Roberts          | 4:13 |

| 6.  | Serious                   | Cooper, Taupin, Foster, Lukather | 2:44 |
| 7.  | How You Gonna See Me Now  |                                  | 3:57 |
| 8.  | For Veronica's Sake       |                                  | 3:38 |
| 9.  | Jacknife Johnny           |                                  | 3:46 |
| 10. | Inmates (We're All Crazy) |                                  | 5:05 |

## Personnel

### Musiciens
- Alice Cooper: chant
- Dick Wagner: guitares, chœurs
- Steve Hunter, Steve Lukather : guitares
- Dee Murray, David Hungate, John Pierce, Kenny Passarelli: basse
- Rick Shlosser: batterie, percussion
- Kiki Dee, Bill Champlin, Flo & Eddie, Tom Kelly, Bobby Kimball, Sheryl Cooper & The Totally Committed Choir: chœurs
- Marcy Levy: chant sur Millie And Billie, chœurs

### Invités
- Rick Nielsen: guitares
- Davey Johnstone: guitares, chœurs
- Jefferson Kewley: guitares
- Jay Graydon: guitares
- Fred Mandel: claviers
- Robbie King: claviers
- Jim Keltner: percussions
- Dennis Conway & Michael Ricciardella: batterie, percussion

## Charts
Charts album
| Pays                | Durée du classement | Position | Réf    |
| ------------------- | ------------------- | -------- | ------ |
| (Billboard 200)     | 11 semaines         | 60e      | [ 4 ]  |
| (UK Albums Chart)   | 4 semaines          | 68e      | [ 5 ]  |
| (RPM Top album)     | 13 semaines         | 60e      | [ 9 ]  |
| (SNEP)              | 10 semaines         | 23e      | [ 10 ] |
| (Recorded Music NZ) | 8 semaines          | 14e      | [ 11 ] |
| (MegaCharts)        | 12 semaines         | 14e      | [ 12 ] |

Charts singles
| Année | Single                   | Chart              | Durée du classement | Position |
| ----- | ------------------------ | ------------------ | ------------------- | -------- |
| 1978  | How You Gonna See Me Now | Hot 100            | 16 semaines         | 12e      |
| 1978  | How You Gonna See Me Now | Adult Contemporary | 14 semaines         | 22e      |
| 1978  | How You Gonna See Me Now | UK Singles Chart   | 6 semaines          | 61e      |
| 1978  | How You Gonna See Me Now | (V) Ultratop       | 10 semaines         | 5e       |
| 1978  | How You Gonna See Me Now | RPM Top Singles    | 13 semaines         | 12e      |
| 1978  | How You Gonna See Me Now | RMNZ Singles Top40 | 10 semaines         | 19e      |
| 1978  | How You Gonna See Me Now | Mega Top 50        | 10 semaines         | 9e       |